# Сердцевидки
Сердцевидки, или кардииды (Cardiidae) — семейство двустворчатых моллюсков из отряда Veneroida.
Толстостенная раковина сильно выпуклая, имеет сердцевидную форму. Достигают в длину до 1,15 м (Tridacna gigas), имеют рёбра, у некоторых видов имеются шипы. Нога хорошо развита, с её помощью моллюски не только передвигаются и быстро закапываются в грунт, но и подпрыгивают на несколько сантиметров над дном, когда чувствуют опасность. Питаются планктоном и детритом. В отличие от большинства моллюсков являются гермафродитами и могут быстро размножаться.
Являются объектом промысла.
Из спрессованных раковин сердцевидок, которые накапливались на дне моря в течение значительного времени, образовался ракушечник, используемый как строительный материал.

## Классификация
На декабрь 2023 в семейство включают следующие подсемейства и роды:
- подсемейство Cardiinae Lamarck, 1809
  - род Bucardium J. E. Gray, 1853
  - род Cardium Linnaeus, 1758
  - род Europicardium Popov, 1977
  - род Fulvia Gray, 1853
  - род Procardium ter Poorten & La Perna, 2017
  - род † Schedocardia R. B. Stewart, 1930
  - род Vepricardium Iredale, 1929
- подсемейство Clinocardiinae Kafanov, 1975
  - род Ciliatocardium Kafanov, 1974
  - род Clinocardium Keen, 1936
  - род Keenocardium Kafanov, 1974
  - род Serripes A. Gould, 1841
- подсемейство Fraginae R. B. Stewart, 1930
  - род Americardia R. B. Stewart, 1930
  - род Apiocardia Olsson, 1961
  - род Corculum Röding, 1798
  - род Ctenocardia H. Adams & A. Adams, 1857
  - род Fragum Röding, 1798
  - род Lunulicardia Gray, 1853
  - род Microfragum T. Habe, 1951
  - род † Plagiocardium Cossmann, 1886
  - род Trigoniocardia Dall, 1900
- подсемейство Laevicardiinae Keen, 1951
  - род Dinocardium Dall, 1900
  - род Laevicardium Swainson, 1840
  - род Pseudofulvia J. Vidal & Kirkendale, 2007
- подсемейство † Lahilliinae Finlay & Marwick, 1937
  - род † Integricardium Rollier, 1912
  - род † Lahillia Cossmann, 1899
  - род † Yokoyamaina Hayami, 1958
- подсемейство Lymnocardiinae Stoliczka, 1870
  - род Acanthocardia J. E. Gray, 1851
  - род † Acobaecardium Paramonova, 1986
  - род Adacna Eichwald, 1838
  - род † Apscheronia Andrusov, 1903
  - род † Caspicardium Astaf’yeva, 1955
  - род Didacna Eichwald, 1838
  - род † Didacnoides Astaf’yeva, 1960
  - род Hypanis Ménétries, 1832
  - род Monodacna Eichwald, 1838
  - род † Parapscheronia Eberzin, 1955
  - род † Plagiodacnopsis Andrusov, 1923
  - род † Turcmena G. I. Popov, 1956
  - род † Arcicardium P. Fischer, 1887
  - род † Plagiodacna Andrusov, 1903
  - род † Protoplagiodacna Stevanović, 1978
  - род † Aktschagylocardium Danukalova, 1996
  - род † Andrusovicardium Paramonova, 1986
  - род † Avicardium V. P. Kolesnikov, 1950
  - род † Miricardium Paramonova, 1986
  - род † Aviculocardium Bagdasarian, 1978
  - род † Kubanocardium Muskhelishvili, 1965
  - род † Bessia Kojumdgieva & Sapundgieva, 1981
  - род Cerastoderma Poli, 1795
    - Cerastoderma glaucum — Сердцевидка зелёная

  - род † Korobkoviella Merklin, 1974
  - род † Raricardium Paramonova, 1986
  - род † Chokrakia S. V. Popov, 2001
  - род † Gilletella Marinescu, 1973
  - род † Eoprosodacna Davitashvili, 1934
  - род † Limnopagetia Schlickum, 1963
  - род † Limnopappia Schlickum, 1962
  - род † Arpadicardium Eberzin, 1947
  - род † Bosphoricardium Eberzin, 1947
  - род † Dacicardium Papaianopol, 1975
  - род † Ecericardium Eberzin, 1947
  - род † Euxinicardium Eberzin, 1947
  - род † Hellenicardium S. V. Popov & Nevesskaja, 2000
  - род † Limnodacna Eberzin, 1936
  - род † Lymnocardium Stoliczka, 1870
  - род † Moquicardium Eberzin, 1947
  - род † Nargicardium Eberzin, 1947
  - род † Pannonicardium Stevanović, 1951
  - род † Schirvanicardium Andreescu, 1974
  - род † Tauricardium Eberzin, 1947
  - род † Merklinicardium S. V. Popov, 1982
  - род † Obsoletiformes Kojumdgieva, 1969
  - род † Replidacna Jekelius, 1944
  - род † Pachydacna Eberzin, 1955
  - род † Paradacna Andrusov, 1909
  - род Papillicardium Sacco, 1899
  - род Parvicardium Monterosato, 1884
  - род † Parvidacna Stevanović, 1950
  - род † Phyllocardium P. Fischer, 1887
  - род † Planacardium Paramonova, 1971
  - род † Plicatiformes Kojumdgieva, 1969
  - род † Caladacna Andrusov, 1917
  - род † Chartoconcha Andrusov, 1907
  - род † Diversicostata Vassoevich & Eberzin, 1930
  - род † Luxuridacna Papaianopol, 1980
  - род † Oraphocardium Eberzin, 1949
  - род † Oxydacna Davitashvili, 1930
  - род † Panticapaea Andrusov, 1923
  - род † Pontalmyra Stefanescu, 1896
  - род † Pseudocatillus Andrusov, 1903
  - род † Pteradacna Andrusov, 1907
  - род † Stenodacna Andrusov, 1923
  - род † Submonodacna Livental, 1931
  - род † Tschaudia Davitashvili & Kitovani, 1964
  - род † Horiodacna Stefanescu, 1896
  - род † Metadacna Eberzin, 1959
  - род † Prionopleura Eberzin, 1949
  - род † Prosochiasta Eberzin, 1959
  - род † Prosodacna Tournouër, 1882
  - род † Prosodacnomya Eberzin, 1959
  - род † Pseudoprosodacna Gillet, 1971
  - род † Stylodacna Stefanescu, 1896
  - род † Zamphiridacna Motaş, 1974
  - род † Uniocardium Capellini, 1880
- подсемейство Nemocardiinae ter Poorten, 2023
  - род † Anechinocardium Hickman, 2015
  - род † Arctopratulum Keen, 1954
  - род Frigidocardium Habe, 1951
  - род Keenaea T. Habe, 1951
  - род Lophocardium P. Fischer, 1887
  - род Microcardium Keen, 1937
  - род Nemocardium Meek, 1876
  - род Pratulum Iredale, 1924
- подсемейство Orthocardiinae J. A. Schneider, 2002
  - род Afrocardium Tomlin, 1931
  - род † Agnocardia R. B. Stewart, 1930
  - род Freneixicardia J. A. Schneider, 2002
  - род † Loxocardium Cossmann, 1886
  - род Lyrocardium Meek, 1876
  - род † Orthocardium Tremlett, 1950
- подсемейство Protocardiinae Bronn, 1849
  - род † Protocardia Beyrich, 1845
- подсемейство Trachycardiinae R. B. Stewart, 1930
  - род Acrosterigma Dall, 1900
  - род Dallocardia R. B. Stewart, 1930
  - род Papyridea Swainson, 1840
  - род Trachycardium Mörch, 1853
  - род Vasticardium Iredale, 1927
- подсемейство Tridacninae Lamarck, 1819
  - род † Avicularium Gray, 1853
  - род † Byssocardium Munier-Chalmas, 1882
  - род † Goniocardium Vasseur, 1880
  - род Hippopus Lamarck, 1799
  - род † Omanidacna Harzhauser & Mandic, 2008
  - род Tridacna Bruguière, 1797
- подсемейство не определено
  - род † Austrocardium Freneix & Grant-Mackie, 1978
  - род Discors Deshayes, 1858
  - род † Ethmocardium C. A. White, 1880
  - род Goethemia Lambiotte, 1979
  - род † Granocardium Gabb, 1869
  - род † Habecardium Glibert & van de Poel, 1970
  - род † Hedecardium Marwick, 1944
  - род Maoricardium Marwick, 1944